# The Big Goodbye
"The Big Goodbye" é o décimo segundo episódio da primeira temporada da série de ficção científica estadunidense Star Trek: The Next Generation. Foi exibido pela primeira vez nos Estados Unidos por redifusão em 11 de janeiro de 1988, tendo sido escrito por Tracy Tormé e dirigido por Joseph L. Scanlan. The Next Generation se passa no século XXIV e acompanha as aventuras da tripulação da nave estelar USS Enterprise-D. Neste episódio, o capitão Jean-Luc Picard, o tenente-comandante Data e a doutora Beverly Crusher ficam presos em uma simulação holográfica de uma história de detetives.
"The Big Goodbye" marcou a primeira aparição do holodeque no universo de Star Trek. A história foi concebida por Gene Roddenberry, o criador da série, e expandida por Tormé, que acrescentou os vários elementos e referências de film noir, especialmente ao filme The Maltese Falcon. "The Big Goodbye" teve uma das melhores audiências da temporada, porém a recepção da crítica foi mista. Venceu o Prêmio Emmy do Primetime de Melhores Figurinos para uma Série e foi indicado em Melhor Cinematografia para uma Série. É o único episódio da franquia Star Trek a vencer um Prêmio Peabody.

## Enredo
A USS Enterprise está à caminho de negociações com os jarada, uma espécie alienígena que valoriza um protocolo rígido. O capitão Jean-Luc Picard, depois de praticar uma complicada saudação jarada, decide relaxar no holodeque com uma simulação de história de detetive de Dixon Hill. Interpretando Hill, Picard assume o caso de Jessica Bradley, que acredita que o criminoso Cyrus Redblock está tentando matá-la. Picard faz uma pausa no programa e convida a doutora Beverly Crusher e o historiador doutor Whelan a se juntarem a ele, com Data se juntando por conta própria também. Picard, Whelan e Data voltam ao holodeque e descobrem que Bradley foi morta, com Picard sendo levado para a delegacia como suspeito. Enquanto isso, um escaneamento dos jarada na Enterprise causa um mal funcionamento no holodeque pouco antes de Crusher entrar.
Os jarada exigem antecipar a saudação e ficam insultados pela ausência de Picard. A tripulação tenta se comunicar com Picard, mas não conseguem, pois as portas do holodeque estão trancadas e as comunicações bloqueadas. O tenente Geordi La Forge e Wesley Crusher tentam resolver o problema. Dentro do holodeque, um homem chamado Felix Leech atira em Whelan e todos descobrem que os protocolos de segurança foram desativados, deixando Whelan seriamente ferido. Crusher cuida dele enquanto Picard e Data tentam descobrir o que há de errado com o holodeque. Leech e Redblock ficam exigindo um objeto que acreditam que Bradley deu a Picard. O tenente McNary, um policial amigo de Hill, também se envolve no impasse.
Wesley encontra o problema no holodeque e reinicia a simulação, com isto acabando com o mal funcionamento e fazendo as portas de saída finalmente reaparecerem. Redblock e Leech tentam sair do holodeque, mas desaparecem. Picard agradece McNary antes de sair e o policial, que passou a suspeitar da natureza artificial de seu mundo, pergunta se a partida de Picard era "o grande adeus", mas o capitão não sabe responder. Picard chega na ponte de comando em tempo de dar a saudação correta aos jarada. Estes aceitam a saudação e expressam confiança nas negociações.

## Produção

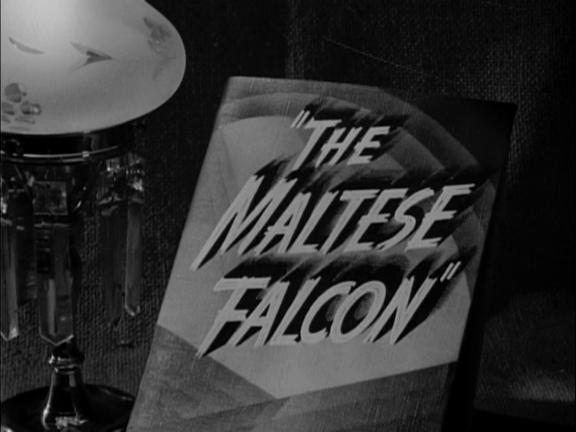
Tracy Tormé acrescentou várias referências ao filme The Maltese Falcon

A ideia inicial de um programa holográfico de detetive para Picard surgiu do produtor executivo Gene Roddenberry, o criador de Star Trek: The Next Generation, e outros membros da equipe. O roteirista Tracy Tormé foi quem recebeu o crédito pelo roteiro. Tormé adicionou vários dos elementos de film noir, incluindo as referências ao filme The Maltese Falcon. Redblock e Leech são versões dos personagens interpretados por Sydney Greenstreet e Peter Lorre. A equipe de arte tentou recriar a mesma disposição do escritório visto no filme. Dixon Hill originalmente era chamado de Dixon Steele em referência ao filme In a Lonely Place. Entretanto, o nome foi alterado por similaridades com o personagem título da série Remington Steele. "The Big Goodbye" foi segundo episódio de The Next Generation escrito por Tormé, com o primeiro tendo sido o predecessor "Haven". O episódio seria dirigido por Rob Bowman, mas a ordem de produção foi alterada por causa de problemas em "Datalore", assim Joseph L. Scanlan ficou com a direção.
Scanlan e Tormé recomendaram filmar as cenas no holodeque em preto e branco, mas os produtores Rick Berman e Robert H. Justman discordaram. Cenas em preto e branco no holodeque seriam filmadas posteriormente em vários episódios de Star Trek: Voyager. "The Big Goodbye" foi o primeiro episódio baseado no holodeque da franquia Star Trek. O holodeque reapareceria na primeira temporada de The Next Generation em "11001001", bem como em dezenas de outros episódios de outras séries, à ponto de tornar-se um elemento recorrente. Scanlan tratou as ambientações de Dixon Hill e da Enterprise como dois episódios não relacionados por causa das diferentes entre as duas.
Lawrence Tierney interpretou Cyrus Redblock; o ator era conhecido por interpretar vilões em film noirs da década de 1940. Wil Wheaton, intérprete de Wesley Crusher, depois afirmou que ficou intimidado por Tierney, pois na época tinha apenas quinze anos e Tierney tinha a reputação de ter uma personalidade parecida dos personagens durões que interpretava. Tierney retornou à Star Trek no episódio "Business as Usual" de Star Trek: Deep Space Nine. Wheaton também disse que, após doze episódios, o elenco e equipe gostaram que "The Big Goodbye" proporcionou uma chance de fazerem uma história de época. O programa holográfico de Dixon Hill reapareceu em "Manhunt" da segunda temporada, em "Clues" da quarta temporada e no filme Star Trek: First Contact. Os personagens de Dixon Hill também apareceram no romance A Hard Rain.

## Repercussão

### Audiência
"The Big Goodbye" foi exibido pela primeira vez nos Estados Unidos por redifusão em 11 de janeiro de 1988, o primeiro episódio de The Next Generation exibido desde novembro do ano anterior. Teve um índice Nielsen de 11,5 milhões de telespectadores, a melhor audiência da temporada desde "Justice", o oitavo episódio da primeira temporada. Esses números foram a quarta melhor audiência de toda a temporada junto com "The Naked Now", ficando atrás apenas de "Encounter at Farpoint", "Lonely Among Us" e "Justice".

### Crítica
A revista TV Guide criticou "The Big Goodbye" pouco depois de sua primeira exibição por ser similar ao episódio "A Piece of the Action" de Star Trek: The Original Series, que envolvia um planeta baseado em criminosos da década de 1930. Tormé rebateu essa crítica dizendo que se baseava apenas na aparição de "ternos de três peças".
O episódio também foi avaliado várias vezes décadas depois de sua exibição original. Keith R. A. DeCandido da Reactor elogiou o elenco convidado "estelar" e afirmou que Tierney foi o "dono do episódio". DeCandido comparou "The Big Goodbye" com The Maltese Falcon e disse que o episódio tinha "interpretações encantadoras" de todo o elenco. Wheaton escreveu uma crítica do episódio para a AOL TV e o definiu como um "esforço colaborativo fantástico", destacando o roteiro de Tormé, a direção de Scanlan, a cinematografia de Edward R. Brown e as performances, dizendo que "Há um motivo para 'The Big Goodbye' ser o único episódio de Star Trek a vencer um Peabody".
James Hunt da Den of Geek achou que o episódio se destacava dos outros da primeira temporada por ser a primeira história do holodeque, comentando que "O holodeque quebrará de novo e de novo pelo passar dos anos, mas raramente de um modo mais interessante do que este. Não que 'The Big Goodbye' seja especialmente interessante, mas tem a sorte rara de ser o primeiro". Michelle Erica Green da TrekToday elogiou os diálogos, mas achou que o episódio "não se segura sob análise lógica". Mesmo assim, Green disse que era "divertido" e estabelecia as fundações para episódios futuros como "Elementary, Dear Data" e "Ship in a Bottle". Zack Handlen da The A.V. Club destacou "uma certa planicidade" em algumas partes do episódio e considerou que era "muito bobo" que os personagens desintegrassem lentamente depois de deixarem o holodeque.
O figurinista William Ware Theiss venceu o Prêmio Emmy do Primetime de Melhores Figurinos para uma Série por "The Big Goodbye", enquanto Edward R. Brown foi indicado na categoria de Melhor Cinematografia para uma Série. "The Big Goodbye" também é único episódio da franquia Star Trek a vencer um Prêmio Peabody, um reconhecimento pelo estabelecimento de um "novo padrão de qualidade para uma primeira exibição em redifusão" em "roteiro, decoração, atuação e, de fato, todas as facetas de produção".

## Mídia caseira
A primeira vez que  "The Big Goodbye" foi disponibilizado em mídia caseira foi em 1º de julho de 1992 quando foi lançado no formato VHS nos Estados Unidos e Canadá. Foi lançado em LaserDisc no Japão em 10 de junho de 1995 como parte da coleção da primeira metade da primeira temporada. Foi lançado em DVD em 26 de março de 2002 como parte da coleção completa da primeira temporada. Foi remasterizado e lançado em Blu-ray em 24 de julho de 2012 como parte da coleção da primeira temporada.